# Festővászon

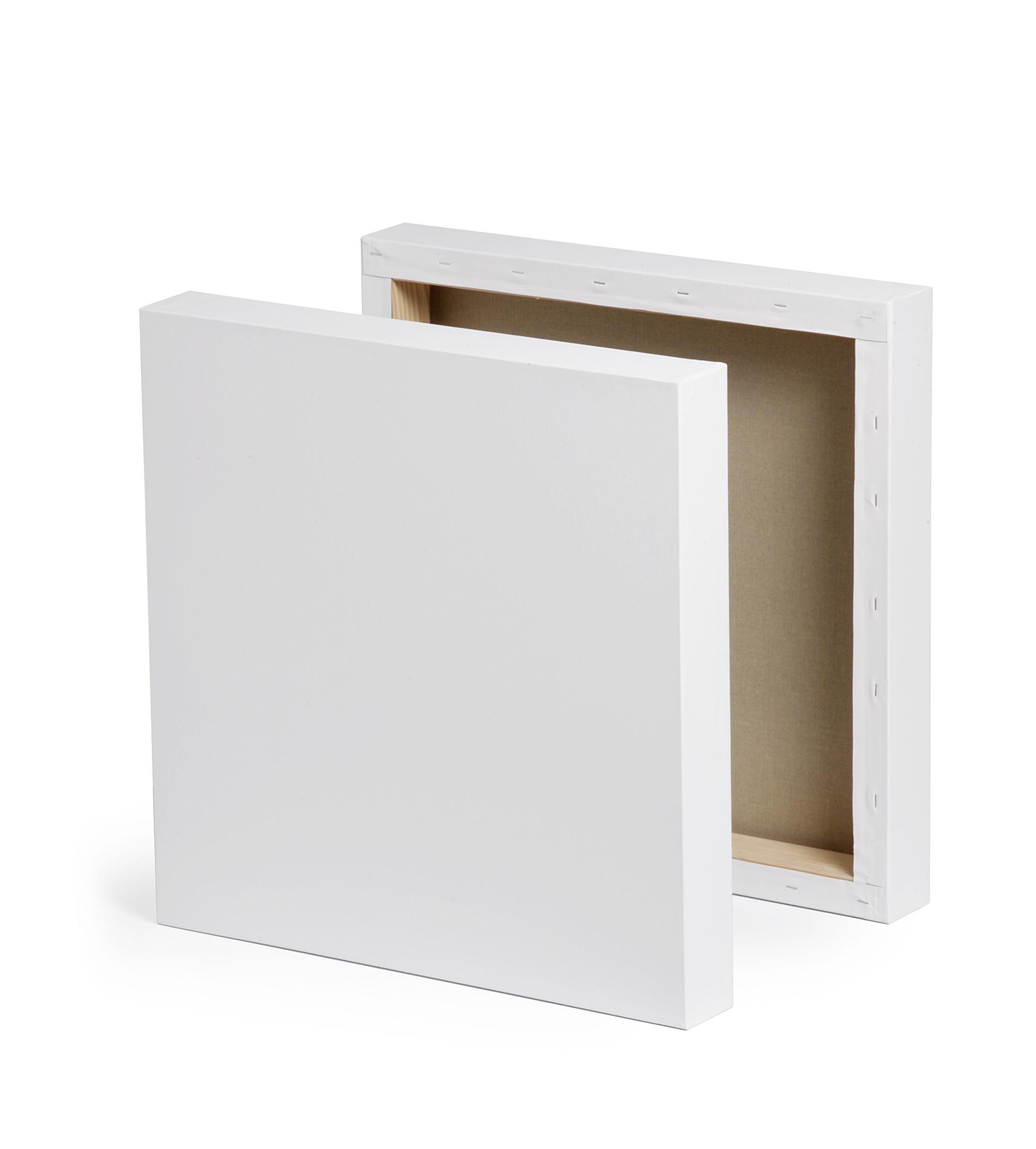
Festővászon vakkkeretre feszítve

A festővászon a reneszánsz kora óta használt festőalap. Előtte leggyakrabban fatáblát használtak alapként a festőművészek. A festővászon előnye, hogy szinte korlátlan méretű lehet, ugyanakkor könnyű, rugalmas, nem vetemedik. Hátránya, hogy mindkét oldala sérülékeny, és érzékenyebb a levegő páratartalmára.

## Anyagai
- Száz százalékos lenvászon, a festőművészek céljainak ez a legmegfelelőbb.
- Száz százalékos pamut vászon, más néven molinó[* 1]. Előnye az olcsóság, hátránya, hogy feszítés után is lazulhat, és hullámos marad.
- Kevert vagy feles, egyik irányban pamut, másik irányban lenvászon.
- Kendervászon, a lenvászonnál kissé durvább, a velencei festők kedvelték.

A festészet céljaira a szép egyenletes szövésű, csomó- és hibamentes vászon a legalkalmasabb.

## Előkészítése
A vásznat vakkeretre szögelik. A vászon alapozása történhet ez előtt vagy utána. A vakkeret falécekből készül, átlagos méretű képeknél 6–8 cm vastag léceket használnak, nagyobb méretnél vastagabbat, ilyenkor merevítésként keresztléceket is alkalmazhatnak. A lécek profilja olyan kell hogy legyen, hogy a festőfelület hátulja ne érhessen festés közben a vakkerethez. A vásznat megfeszített állapotban, 5–6 cm-enként beütött szögekkel rögzítik a vakkerethez.

## Alapozás
A vászon alapra hagyományosan háromféle alapozást alkalmazhatnak: krétaalapozást, fél krétaalapozást és olajalapozást.
Krétaalapozásnál a vásznat először enyves vízzel (pl. 7 dkg enyv + 1 l víz) vonják be, majd száradás után smirglivel kissé megcsiszolják. Egy rész enyvoldatot utána egy-egy rész hegyikrétával és horganyfehérrel kevernek össze, majd ezzel is melegen átvonják a felületet. Száradás után megismétlik az előbbi eljárást, majd még nedvesen egy vonalzóval lesimítják a felületet, melynek során a fölösleges alapozóanyagot leszedik, a többit belepréselik a vászon pórusaiba. Teljes száradás után újra csiszolás következik. Az ilyen felületre olajfestékkel lehet festeni, vizes hígítóanyagú festékek használata esetén 4 %-os formalinoldattal vonják be a felületet.
A fél krétaalapozás annyiban különbözik az előbbi eljárástól, hogy az alapozóanyaghoz fél rész lenolajkencét is adnak.
Az olajalapozás mindenfajta festőtechnikához jól használható. Ebben az esetben az alapozóanyaghoz – melegítés és keverés közben – két rész lenolajkencét adnak, ezzel vonják be legalább kétszer a felületet, majd az előbbiekben leírt módon egy vonalzó élével lehúzzák a fölösleget. Száradás, csiszolás után lenolajból és horganyfehérből készített sűrű festékkel vonják be a felületet.